# Kaladungi
Kaladungi là một thị xã và là một nagar panchayat của quận Nainital thuộc bang Uttaranchal, Ấn Độ.

## Nhân khẩu
Theo điều tra dân số năm 2001 của Ấn Độ, Kaladungi có dân số 6126 người. Phái nam chiếm 53% tổng số dân và phái nữ chiếm 47%. Kaladungi có tỷ lệ 62% biết đọc biết viết, cao hơn tỷ lệ trung bình toàn quốc là 59,5%: tỷ lệ cho phái nam là 70%, và tỷ lệ cho phái nữ là 53%. Tại Kaladungi, 16% dân số nhỏ hơn 6 tuổi.